# Keleti-kőfejtő 15. sz. barlang
A Keleti-kőfejtő 15. sz. barlang Budapest III. kerületében, a Duna–Ipoly Nemzeti Parkban lévő Budai Tájvédelmi Körzetben található egyik barlang.

## Leírás
A budai termálkarszt keleti részén, a Mátyás-hegy délkeleti, felhagyott, kétszintes kőfejtőjének a felső szintjén, a bányaudvar nyugati, bal oldalán, egy sziklafal alatt van a természetes jellegű, de mesterségesen megnyílt, vízszintes tengelyirányú bejárata. A Keleti-kőfejtő 14. sz. barlang közelében van a bejárata.
Felső eocén mészkőben, Szépvölgyi Mészkő Formációban alakult ki a barlang. A Keleti-kőfejtő 15. sz. barlang 120 méterre van a Mátyás-hegyi-barlang Mikulás-ág nevű részének a keleti végpontjától. A könnyen járható, lezáratlan barlang szabadon, barlangjáró alapfelszereléssel látogatható.
Előfordul a Keleti-kőfejtő 15. sz. barlang az irodalmában 15-ös barlang (Fehér, Fritz 1995), 15-ös számú barlang (Fehér 2007), 15. sz. barlang (Fehér 1994), 15.sz.barlang (Kárpát 1992), 15. sz. objektum (Fehér 1994), DK-i kőfejtő 15 sz. barlang (Acheron 1993), Keleti-kőfejtő 15. sz. barlangja (Leél-Őssy 1995), Kemény-lik (Acheron 1993), Söntés-barlang (Fehér, Fritz 1995) és Söntés barlang (Fehér, Fritz 1995) neveken is, valamint lehet, hogy a Mátyáshegyi 9. sziklaüreg (Bertalan 1976) és a Mátyás-hegyi 9. sz. sziklaüreg (Kordos 1984) nevek a Keleti-kőfejtő 15. sz. barlang névváltozatai.

## Kutatástörténet
Közelben lakó, idős emberek elmondása alapján sok üreg volt a kőfejtő talpszintjén akkor, amikor működött a kőbánya. A felső bányaudvar falán található sok kis barlang és a sok barlangindikáció, képződmény arra utal, hogy a kőfejtés egy nagy barlangot pusztított el, vagy a nagy barlang felső részét. A ma látható barlangok ennek a nagy barlangnak a maradványai. Az 1943. évi Barlangvilágból megtudható, hogy Bertalan Károly és Albert Béla, a Buda környéki barlangok módszeres feldolgozásának keretében, átkutattak a Mátyás-hegy és a Kecske-hegy kőfejtőiben lévő 14 kis üreget.
Az 1957. évi Földrajzi Értesítőben napvilágot látott, Leél-Őssy Sándor által írt tanulmányban meg vannak említve a mátyás-hegyi nagy kőfejtő üregei, amelyek nummuliteszes mészkőben alakultak ki. A tanulmányban lévő, a Budai-hegység barlangjainak földrajzi elhelyezkedését bemutató helyszínrajzon megfigyelhető a Mátyás-hegy nagy kőfejtőjében található üregek földrajzi elhelyezkedése. (Ezek az üregek a helyszínrajzon a hévizes eredetű barlangokhoz vannak sorolva.) Az 1958-ban kiadott, Budapest természeti képe című könyvben az olvasható, hogy a Mátyás-hegy D-re néző nagy kőfejtőjének falában vannak hévizes eredetű üregek. Az 1961-ben megjelent, Vitéz András és Pap Miklós által szerkesztett, Budapest című könyvben szó van arról, hogy a Mátyás-hegy DK-i oldalában található kőfejtőben üregeket láthat a kiránduló, melyek a Mátyás-hegyi-barlanghoz hasonlóak, de kis méretűek.
Az 1963. évi Karszt- és Barlangkutatási Tájékoztatóban publikált jelentésben meg van említve, hogy a BEAC Barlangkutató Csoport 1962-ben kutatta a Mátyás-hegy K-i kőfejtőjét. A kőfejtő sziklafalán látszik néhány nyílás, melyek közül kettő (jelenlegi állapotuk szerint) barlangnak nevezhető. Kutatásukkal még nem foglalkozott senki. Láng Gábor geológus feltérképezte az üregeket. Jellegzetes gömbfülkék utalnak az üregek hévizes eredetére. Kb. 4 m átmérőjű a legnagyobb. A Barit-barlang feltárásán kívül még két másik helyen is biztató a kutatás.
Az 1964. évi Karszt- és Barlangkutatási Tájékoztatóban szó van arról, hogy a Budapest III. kerületében elhelyezkedő Mátyás-hegy Dunára tekintő kőfejtőjében, 1963-ban találhatók régóta ismert üregmaradványok. Nagyon fel van töltődve a gömbfülkékből és hidrotermális hasadékokból álló üregrendszer. A BEAC Természetjáró Szakosztály Barlangkutató Csoportjának tagjai 1962-től végeznek feltáró munkát a kőfejtő néhány pontján. 1963-ban, kb. 200 órát dolgozva előre tudtak haladni több helyen. Úgy látták, hogy a helyzet biztató, de csak sok munkával érhetnek el eredményt. Tervezték, hogy 1964-ben folytatják a feltáró munkát a kőfejtőben. Elkezdték a hely kőzettani és ásványtani feldolgozását, a terület pontos felmérését, beszintezését és feltérképezését. Minden bizonnyal tavasszal befejezik a térképkészítő munkát.
Az 1966-ban kiadott, Budai-hegység útikalauz című könyvben az van írva, hogy a Mátyás-hegy másik (DK-i) kőfejtőjében (nem a Mátyás-hegyi-barlang kőfejtőjében) is vannak kis barlangüregek. 9 üreg vált ismertté ebben a kőbányában. Az 1972. évi Karszt és Barlangban közölve lett, hogy 1972. április 24-én (a Budapesti Rendőrfőkapitányság kérésére), eltűntek megtalálása miatt, a Barlangi Mentőszolgálat tagjai átvizsgálták a Mátyás-hegy keleti kőfejtőjének üregeit. Az 1976-ban befejezett, Magyarország barlangleltára című kéziratban szereplő, a Mátyás-hegy DK-i kőfejtőjében lévő barlangok közül lehet, hogy ez a barlang van röviden leírva Mátyáshegyi 9. sziklaüreg néven. A Mátyáshegyi 9. sziklaüregnek Budapest III. kerületében, a DK-i kőfejtőben, a bányaudvar Ny-i oldalában van a bejárata. Kb. 3 m hosszú, hévizes eredetű barlang. A kézirat barlangra vonatkozó része egy kézirat alapján íródott, de az említett kézirat már nem létezik.

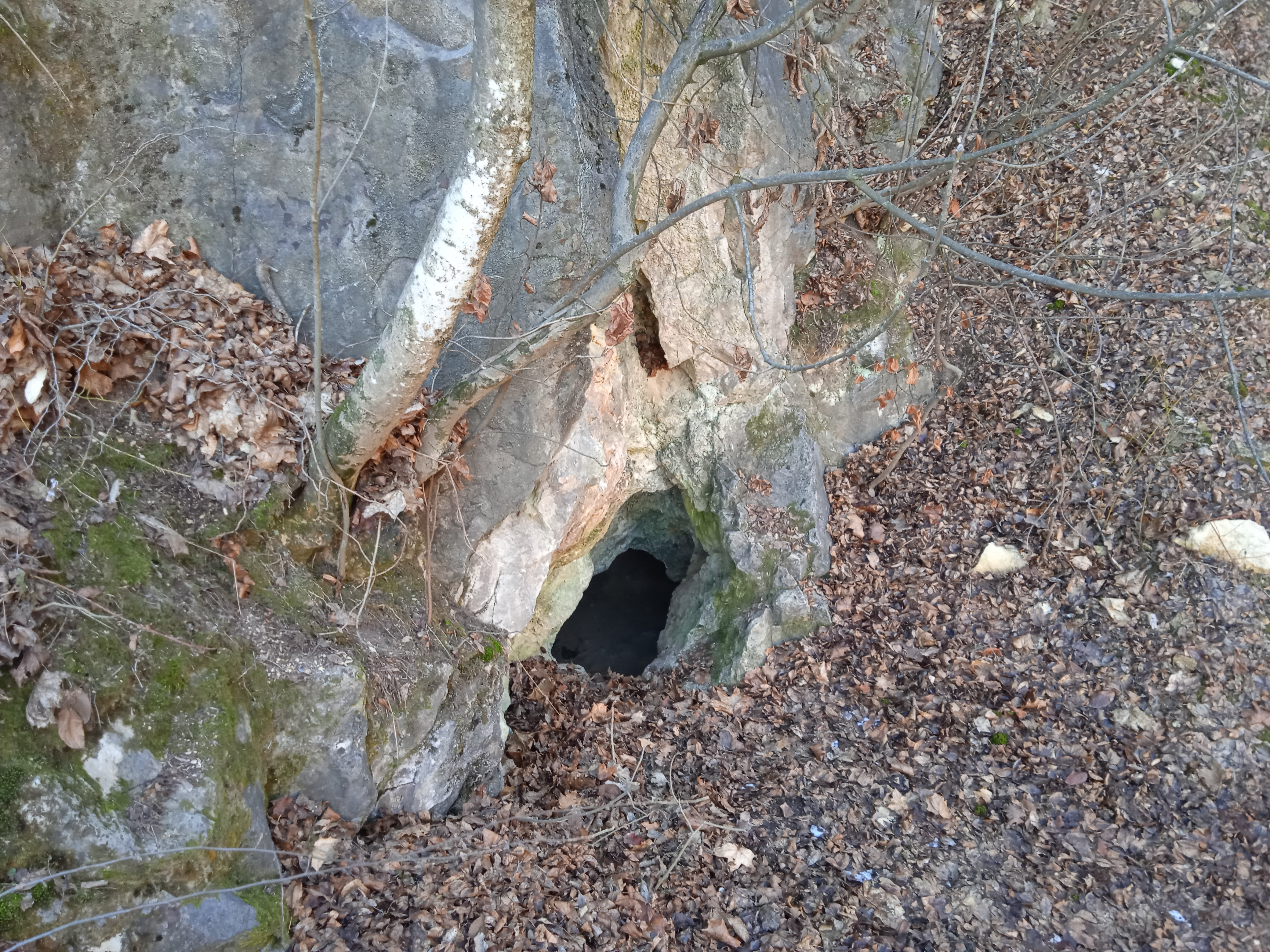
A Keleti-kőfejtő 15. sz. barlang bejárata

Az 1982-ben napvilágot látott, Budai-hegység útikalauz című kiadvány szerint a Mátyás-hegy K-i oldalának kőbányájában vannak hévizes eredetű kis üregek. Az 1984-ben kiadott, Magyarország barlangjai című könyv országos barlanglistájában lehet, hogy ez a barlang szerepel a Budai-hegység barlangjai között, Mátyás-hegyi 9. sz. sziklaüreg néven. A listához kapcsolódóan látható a Dunazug-hegység barlangjainak földrajzi elhelyezkedését bemutató, 1:500 000-es méretarányú térképen az említett barlang földrajzi elhelyezkedése. 1992-ben próbabontást végzett az Acheron Barlangkutató Szakosztály a barlangban, de nem sikerült nagy eredményt elérni. Az 1992. évi szakosztályi jelentésben az van írva, hogy a szakosztály tagjainak az volt a fő terve, hogy a kőbányában lévő barlangokban minél jobban megközelítsék a közeli Mátyás-hegyi-barlangot, ezért a tagok elsősorban azokban a barlangokban dolgoztak, melyek a kőfejtő Ny-i oldalán találhatók.
A szakosztály tagjai 1993-ban folytatták a barlangfeltárási szempontból még mindig biztató kőbánya vizsgálatát, és kutatták a kőbánya már ismert barlangjait. Ebben az évben, nagyon kemény kitöltésben dolgoztak a barlangban, amelynek eleje nagy és széles szelvényű. Csak vésőgéppel tudták bontani a jól rétegzett, cementált agyagot. A szelvény szűk lett 0,5 m előrehaladás után, ezért nem akarták folytatni a munkát a barlangban. Szabó Zoltán 1993-ban felmérte a barlangot, majd a felmérés adatainak felhasználásával, 1993-ban megrajzolta a barlang alaprajz térképét. A térképlapon, az alaprajz térkép használatához jelölve van az É-i irány. Az 1993. évi szakosztályi jelentés szerint a barlang 2,5 m hosszú. A jelentésbe bekerült egy olyan helyszínrajz, amelyen a kőfejtő barlangjainak elhelyezkedése látszik. A helyszínrajzon jelölve van a Keleti-kőfejtő 15. sz. barlang helye. A jelentésben látható a barlang 1993-ban készült alaprajz térképe.

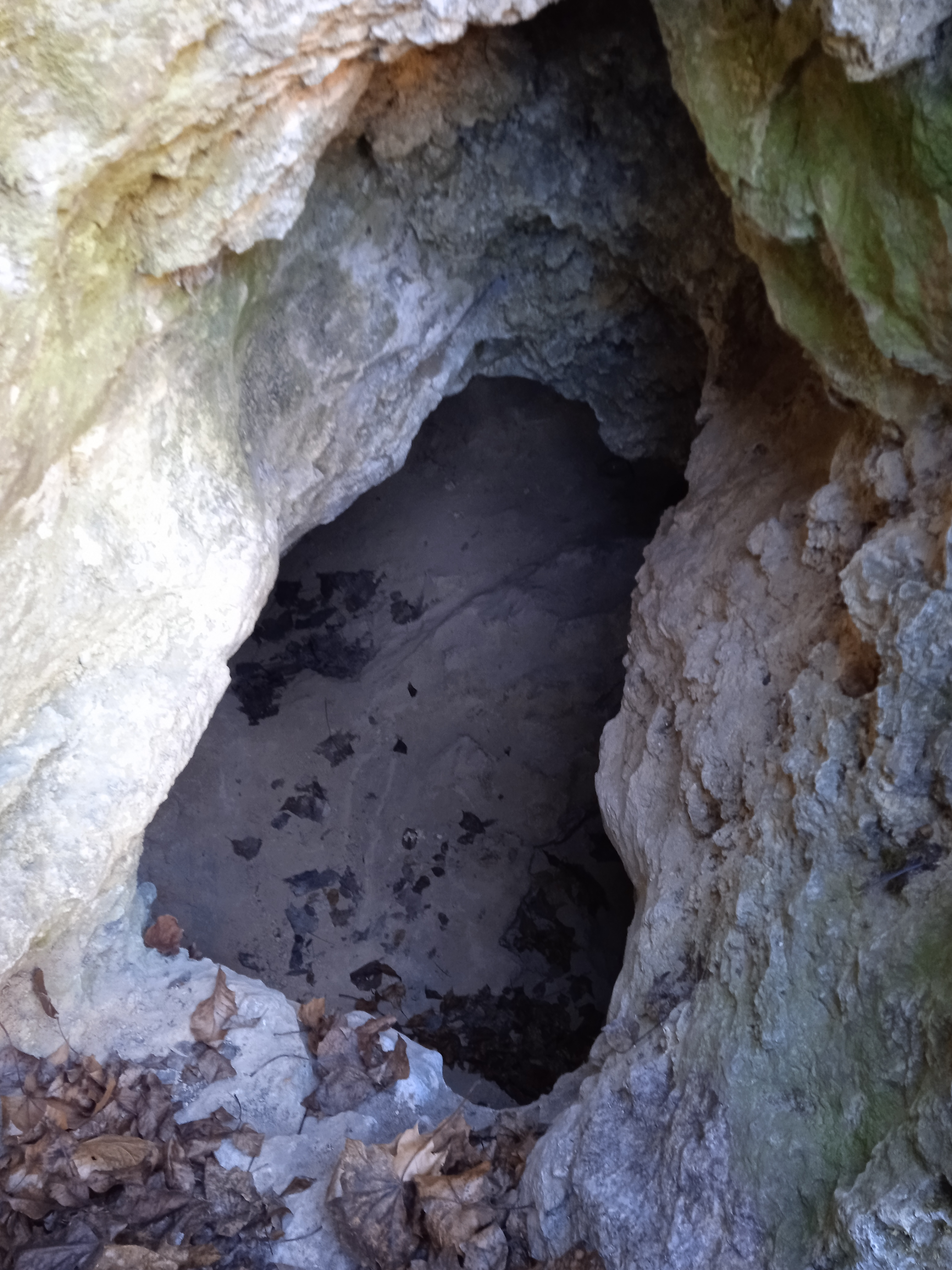
A Keleti-kőfejtő 15. sz. barlang bejárati része

Fehér Katalin 1994 júliusában kapott engedélyt a barlang kutatására és dokumentálására. Az 1994. évi kutatási jelentésben az olvasható, hogy egy gömbfülkéből állt a barlang és a barlangbejáratnál volt egy kovás hasadék. Ősszel kezdte el bontani Fehér Katalin és csoportja a barlangot, amelyet a nyári táborban sörhűtőnek használtak. Lefelé, a hasadék irányát követve haladtak a kemény járattalp átvésésével. 1×2 m szelvényben, kb. 5–6 m mélyre mélyítették az oldott falak mellett. Valószínűleg túlbontották, mert vízszintesen, a hasadék irányát követve, feljebb kell kitörni. A csoport tagjainak az volt 1995-re, a barlanggal kapcsolatos kutatási terve, hogy a barlangban mélyített hasadékban, két irányban bontanak. Vagy oldalra, a hasadék irányát követve, a kemény kitöltést áttörve mennek tovább, vagy lefelé mélyítenek.
A DK-i kőfejtő digitalizált szpeleotopográfiai térképének elkészítéséhez szükséges adatgyűjtéskor (amelyet 1994-ben és 1995-ben végeztek), két alkalommal mért magasságot a Pagony Barlangkutató Csoport a bányatalpon lévő barlangbejárat null pontjára. 1995-ben készült el a kőfejtő szpeleotopográfiai térképe, amely 1:1000 méretarányban mutatja be a kőfejtőt. A térképen látszik a barlang elhelyezkedése és alaprajza. A barlang DK/15 jelzéssel van jelölve a térképen. A térkép alapján meg lett állapítva, hogy a Keleti-kőfejtő 6. sz. barlang sün-termi járata a törmelékrézsű tetején található Acheron 26. sz. barlangtorzóban folytatódik. Ebben az irányban, a bányaudvar túlsó falában nyílik a Keleti-kőfejtő 15. sz. barlang. A mérések alapján feltételezhető, hogy a két, jelenleg elszigetelt helyzetű barlang között összefüggés volt, mert egybeesik a preformáló hasadékuk. A Keleti-kőfejtő 15. sz. barlang 120 m-re van a Mátyás-hegyi-barlang Mikulás-ág nevű részének K-i végpontjától.
A szakosztály tagjai 1995. március 3-án megpróbáltak K–ÉK-i irányban (vízszintesen), az É-i oldott szálkőfal mentén kitörni, mert a bejárati első akna, azaz a Nyúl-csúszda aljának kitöltése 5 m mélyen egyre inkább tömörebb, rétegenként szürke és vörösbarna, feliszapolt agyaggá vált. Kb. 0,5 m³, agyagos kitöltés eltávolítása után egy keskeny, 2 m hosszú, enyhén lefelé tartó, földes és gyökeres mennyezetű légrést találtak, amelynek oldott szálkő volt mindkét oldalfala és ez döntötte el a továbbhaladás irányát. A talpszintet 1995. május 1-jén, miután megszüntették a főte kipergésveszélyét, 1,5 m-re mélyítették. A talpszint kitöltése agyagos, kovatörmelékes és könnyen bontható anyagból állt, amely 30–40 cm-enként vízszintesen települt, 1-2 cm vastag kalcitrétegekkel volt elválasztva.

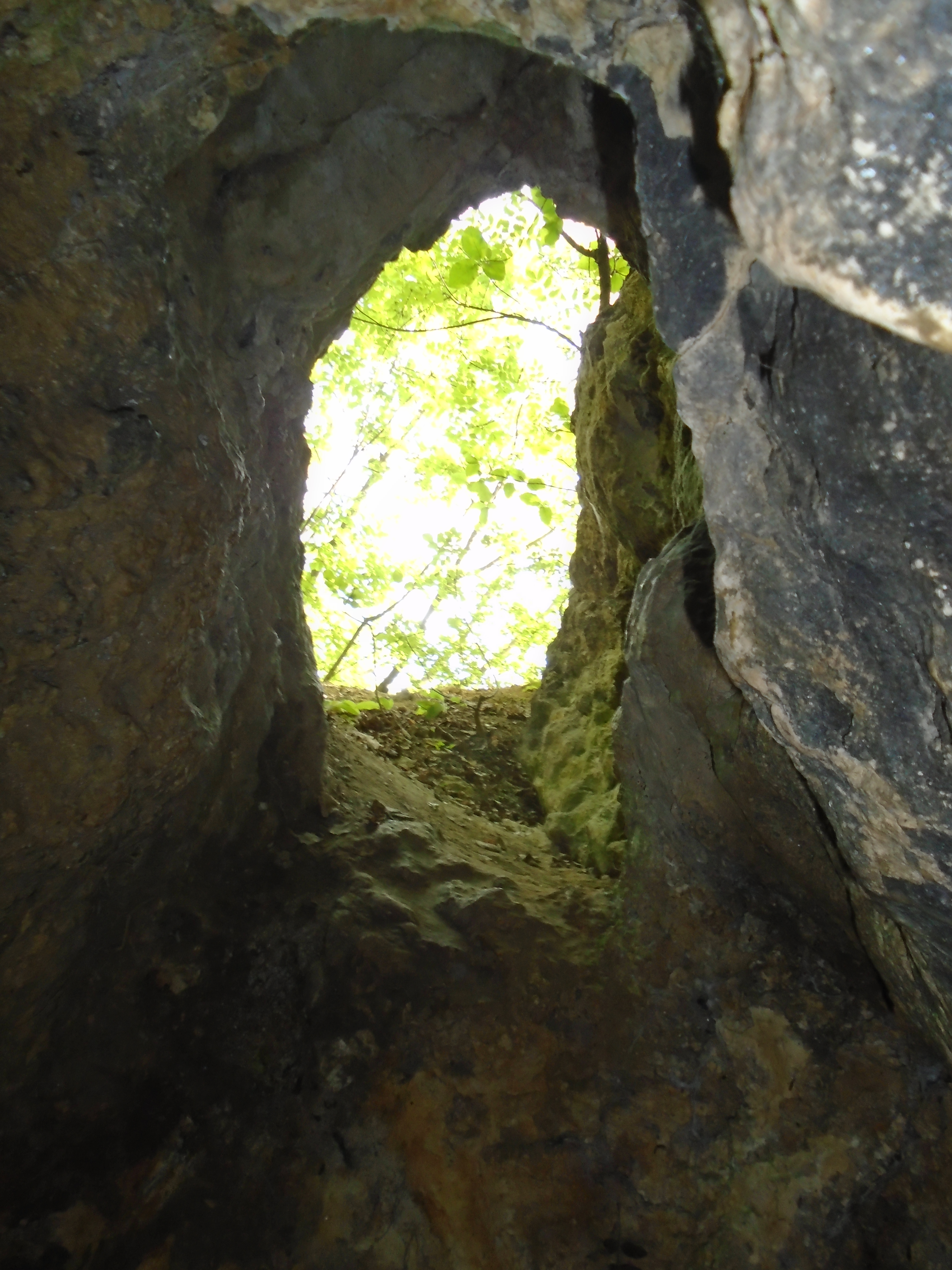
A Keleti-kőfejtő 15. sz. barlang bejárata

1995. május 3-án új, apró légrések nyíltak meg, de 6 m mélyen, mindkét oldalon szűkek lettek a szálkőben lévő oldásformák. Az oldásformák fektetett homokóra alakúak voltak, amely 1,8 m hosszú és átlag 40 cm széles volt. További, kb. 30 cm talpszintmélyítés után megint tágulni kezdtek az oldalfalak. A kitöltés anyaga nagyon megváltozott. Gyakoribbak lettek a kalcittal cementált, 4–5 cm vastag, vízszintes rétegek, amelyek 15–20 cm-es agyagrétegekkel váltakoztak. A barlangból eltávolított kitöltés mennyisége ekkorra elérte a 6 m³-t. 1995. május 6-án a kitöltés annyira kemény lett, hogy kézi erővel nem lehetett bontani. 1995. május 20-ig vésőgéppel tudták mélyíteni a talpszintet, mely így 50 cm-rel lejjebb került. 1995. május 21-én az eső beszivárgott a II-es akna, azaz a Gida-lépcső DNy-i falának egyik repedéséből és a végpontig folyt. Ezen a napon a talpszint egész szelvénye újabb 60 cm-rel mélyült. Az agyagos rétegek eltűntek a kitöltésből és az egész aljzat szálkőkeménységű kalcitból és mészkőből állt.
1995. június 3-án 9,5 m mélységben egy rövid ideig lazult a talpszint anyaga. Az akna északi fala mentén, a kalcittal cementált kitöltésben megnyíltak tenyérnyi légrések, melyekből enyhe huzat áramlott ki. 1995. augusztus 11-én az akna talpszintjét átlósan áthidaló küszöböt vésték és 80 cm előrehaladást értek el a műszak végéig. 10 m mélyen, a DK-i falon két párhuzamos üreg mentén haladtak lefelé, amelyek Kiss Attila szerint gázcsatornák. Átmérőjük 10 cm és a két üreget elválasztó taréj is 10 cm vastag. A látható hosszuk 80–100 cm. Nem ismert vastagságú kalcitlemezsor van a két gázcsatorna torkolatánál, a talpszinten. A kalcitlemezsor mellett (D-re), egy 100×20 cm-es alapterületen laza a kitöltés. Ezen a helyen hagyták abba a barlang feltárását. A jelentés szerint a következő évben folytatni akarták a munkát a barlangban. Vagy a talpszintet mélyítik tovább, vagy a már említett, néhány helyen légréses, néhány helyen enyhén huzatos részen vízszintesen kitörnek déli irányba.
A csoport 1995-ben felmérte a barlangot, majd Fehér Katalin 1995-ben, a felmérés adatainak felhasználásával megszerkesztette a barlang alaprajz térképét és kiterített hossz-szelvény térképét. A két térkép 1:100 méretarányban mutatja be a barlangot. 1995-ben több mint 10 m-rel mélyítették a talpszintet. Ebben az évben leginkább a végponton folyt a feltáró munka. Az 1995. évi csoportjelentés szerint 1994-ben, 5 m mélyre jutottak a barlangban. A kéziratba bekerültek a barlang 1995-ben készült térképei. A jelentésbe bekerült az 1995-ben rajzolt szpeleotopográfiai térkép, és egy helyszínrajz, amely 1:1000 méretarányban mutatja be a DK-i kőfejtőt. A helyszínrajzon a DK-i kőfejtő fosszíliáinak lelőhelyei vannak feltüntetve. A rajzon látható a Keleti-kőfejtő 15. sz. barlang elhelyezkedése és alaprajza, de fosszília nem került elő belőle. A jelentésben van egy vegetációtérkép, amelyen látható a barlang elhelyezkedése és alaprajza. A kéziratban van egy olyan fénykép, amely a barlang bejáratát mutatja be.

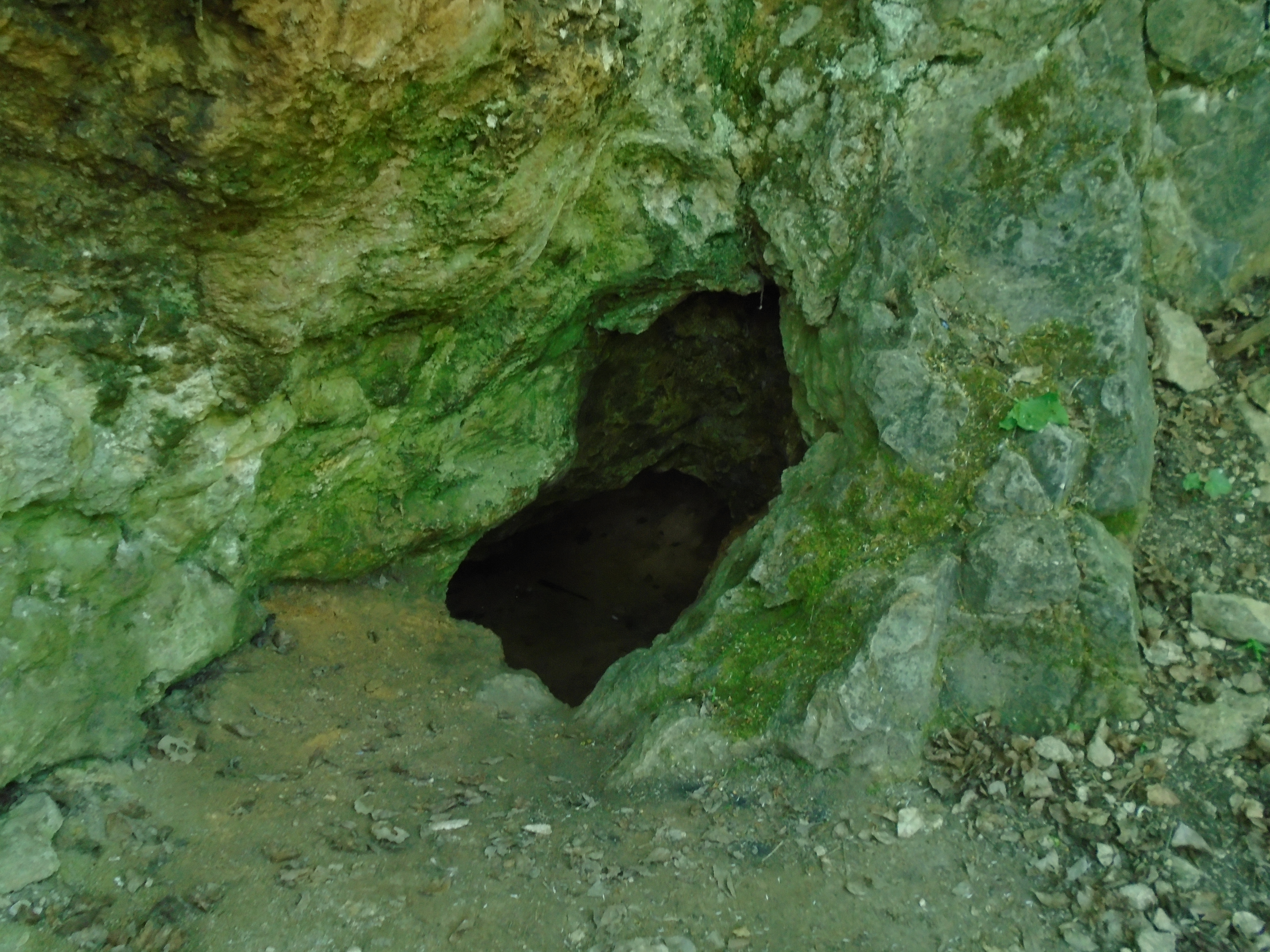
A Keleti-kőfejtő 15. sz. barlang bejárata

Az 1995. évi Földtani Közlönyben megjelent tanulmányban az olvasható, hogy 1900 körül, a Pálvölgy környékén a kőbányászat intenzív lett, és emiatt tárták fel a DK-i kőfejtő barlangjait. A kőfejtő üregeinek egy részét a kőbányászat után tárták fel. Kb. 250 m a jelenleg ismert járathossz a kőfejtőben. A lefejtett járathossz nehezen becsülhető meg, de legalább még egyszer ennyi lehetett. A tanulmányban Keleti-kőfejtő 15. sz. barlangja a neve. A kőbánya Ny-i peremétől 3 m-re lévő, jelentéktelen berogyásból kibontott, 4 m mély és nagyon törmelékes kutatóakna. A 13. ábrán látható, 94–100-as sorszámú barlangtorzók és kutatási pontok Szépvölgyi Mészkő Formációban alakultak ki. A tanulmányhoz mellékelve lett a Rózsadomb és környéke barlangjainak helyszínrajza, illetve a Mátyás-hegyen lévő, K-i kőfejtő barlangjainak helyszínrajza. A két helyszínrajzon jelölve van a Keleti-kőfejtő 15. sz. barlang helye.
Kraus Sándor 1996. március 24-i feljegyzésében az van írva, hogy a kőbánya Ny-i sarkában, a 215 m magassági szinten van a barlang, amely függőlegesen vezet lefelé. Valakik ástak le a régi kitöltés és a szálkőzet határán. Sok kis kalcitlemez van az alsó rész aljánál. 130° felől nagyon szép csövek jönnek, amelyeknek az átmérője 10 centiméter. Mellettük van egy három centiméter és egy 20 centiméter átmérőjű. Kovaszürke, kemény anyag van lent és ez a kitöltés cementált, valamint nehezen bontható. Feljebb barna színű a régi kitöltés. 1998. május 14-től a környezetvédelmi és területfejlesztési miniszter 13/1998. (V. 6.) KTM rendelete szerint a Duna–Ipoly Nemzeti Park Igazgatóság illetékességi területén, a Budai-hegységben található Keleti-kőfejtő 15. sz. barlangja az igazgatóság engedélyével látogatható.
Az 1998 és 2002 közötti időről szóló csoportjelentés szerint a bejárattal szemben található gömbfülke oldalában, a barlang hasadékirányát követve és az alatta elhelyezkedő Nyúl-csúszda falában, a cementált és áthalmozott kitöltésben folytatták a munkát. Vésőgéppel is nehezen bontható, összeállt, nagy kőtömbök állták el az utat a gömbfülkében. Ezért abban bíztak, hogy az alsóbb szinten végzett munkával könnyebben tudnak továbbjutni. A csoport tagjai 2001-ben megállapították, hogy a barlang végpontját kalcitkristályos, kemény kitöltés zárja el, emiatt vésőgép segítségével végzett bontással sem fognak továbbjutni. A barlang hasadékának kedvező iránya arra ösztönözte őket, hogy egy másik bontási pontot jelöljenek ki. Ezért a bejárattal szemben található gömbfülke oldalában, áthalmozott és cementált kitöltésben folytatták a munkát. A csoport 2001. évi jelentésében az van írva, ha lehetőség van rá, akkor 2002-ben folytatja a csoport a barlang bontását.
2002-ben, az előző évekhez viszonyítva 1 m-rel mélyítették vésőgéppel a végponti kalcitos és kemény kitöltést, de továbbra sem találtak reménytkeltő jeleket annak áttörésére. 2003-ban, a Nyúl-csúszda falában folytatódott a 2002-ben elkezdett bontómunka, de ennek (a nagyon cementált, kalcitos kitöltés miatt) nagyon kevés eredménye volt. 2005. szeptember 1-től a környezetvédelmi és vízügyi miniszter 22/2005. (VIII. 31.) KvVM rendelete szerint a Duna–Ipoly Nemzeti Park Igazgatóság működési területén, a Budai-hegységben található Keleti-kőfejtő 15. sz. barlangja a felügyelőség engedélyével látogatható. 2005-ben, 2007-ben, 2008-ban és 2009-ben a Pagony Barlangkutató Csoport nem végzett feltáró kutatást a barlangban. 2009-ben technikai problémák miatt nem dolgoztak benne. A 2011. évi csoportjelentés szerint 2007 és 2011 között folytatódott a feltáró kutatás a barlangban, valamint 2011-ben nem tudtak benne dolgozni technikai problémák miatt. Öt év alatt nem tudták áttörni a kutatott végponton található kemény kalcitkitöltést, és azt tapasztalták, hogy a hasadék irányában a szálkőzet szűkül. 2012-ben technikai problémák miatt nem dolgoztak a barlangban.

## További irodalom
- Bertalan Károly: Kézi jegyzetek. Kézirat. (1959-től íródott.)